# Anni Kronbichler
Pour les articles homonymes, voir Kronbichler.
Anni Kronbichler, née le 22 mars 1963 à Walchsee, est une ancienne skieuse alpine autrichienne.

## Jeux olympiques d'hiver
| Épreuve / Édition | Sarajevo 1984 |
| Géant             | 14e           |
| Slalom            | 8e            |

## Championnats du monde
| Épreuve / Édition | Schladming 1982 | Bormio 1985 |
| Slalom            | -               | 4e          |
| Combiné           | 6e              | -           |

## Coupe du monde
- Meilleur résultat au classement général : 11e en 1983
  - 3 victoires : 3 slaloms

### Différents classements en Coupe du monde
| Année/Classement | Année/Classement | Général | Général | Slalom | Slalom | Géant  | Géant  | Combiné | Combiné |
| ---------------- | ---------------- | ------- | ------- | ------ | ------ | ------ | ------ | ------- | ------- |
| Année/Classement | Année/Classement | Class.  | Points  | Class. | Points | Class. | Points | Class.  | Points  |
| 1980             | 1980             | 64e     | 4       | 34e    | 4      | -      | -      | -       | -       |
| 1981             | 1981             | 56e     | 10      | -      | -      | 21e    | 10     | -       | -       |
| 1982             | 1982             | 22e     | 60      | 7e     | 59     | 41e    | 1      | -       | -       |
| 1983             | 1983             | 11e     | 93      | 6e     | 66     | 19e    | 22     | 16e     | 12      |
| 1984             | 1984             | 27e     | 53      | 10e    | 56     | 37e    | 3      | -       | -       |
| 1985             | 1985             | 36e     | 34      | 15e    | 34     | -      | -      | -       | -       |
| 1986             | 1986             | 36e     | 44      | 11e    | 44     | -      | -      | -       | -       |
| 1988             | 1988             | 54e     | 12      | 22e    | 12     | -      | -      | -       | -       |

### Détail des victoires
| Saison / Épreuve | Slalom      | Total |
| 1983             | Schruns     | 1     |
| 1984             | Verbier     | 1     |
| 1986             | Bad Gastein | 1     |
| Total            | 3           | 3     |